# Mário da Silva Marques
Mário da Silva Marques né le 23 septembre 1901 à Cova da Piedade est un nageur portugais ayant participé aux Jeux olympiques d'été de 1924 à Paris.

## Biographie
Mário da Silva Marques est né le 23 septembre 1901 à Cova da Piedade. Il fait ses études à Lisbonne où il découvre la natation dans un réservoir.
De 1920 à 1924, il remporte diverses compétitions au Portugal et établit des records nationaux. En 1923, il remporte trois titres portugais sur 100 et 200 mètres. Pour les Jeux olympiques d'été de 1924 à Paris, le comité olympique portugais avait fixé un minimum de 3 min 20 s au 200 mètres brasse pour gagner son billet pour Paris, un temps largement inférieur au record du Portugal de 3 min 25 s 2 de Mário da Silva Marques. Mais, lors des sélections, il réalise les 3 min 20 s qualificatives, nouveau record national. Il devient le premier nageur portugais de l'histoire à participer aux Jeux.
Engagé sur le 200 mètres brasse, il termine cinquième de sa série en 3 min 32 s 4 et n'est pas qualifié pour les demi-finales. Il découvre à cette occasion une « vraie » piscine, quand il n'en existe pas encore au Portugal. Il a nagé jusque là en « eau libre ».
En septembre 1929, le titre portugais du 200 mètres brasse se dispute dans le port d'Alcântara entre les deux frères Mário et João da Silva Marques. C'est celui-ci, plus jeune qui l'emporte, établissant un nouveau record du Portugal.
Sportif éclectique, il a aussi pratiqué la lutte, le football, l'aviron, l'athlétisme et le water-polo.
En 1974, il reçoit la médaille du mérite sportif. La freguesia de Caparica (Almada) lui a rendu hommage en donnant son nom à une rue.